# No Limit - The Story of Michel Vaillant
No Limit - The Story of Michel Vaillant (franska: Michel Vaillant) är en fransk motorsport-thrillerfilm från 2003 i regi av Louis-Pascal Couvelaire.
Filmen bygger på Jean Gratons motorsportserie om racerföraren Michel Vaillant.

## Rollista i urval
- Sagamore Stéveninl - Michel Vaillant
- Peter Youngblood Hills - Steve Warson
- Diane Kruger - Julie Wood
- Jean-Pierre Cassel - Henri Vaillant
- Béatrice Agenin - Élisabeth Vaillant
- Philippe Bas - Jean-Pierre Vaillant
- Lisa Barbuscia - Ruth
- Agathe de La Boulaye - Gabrielle Spangenberg
- François Levantal - Bob Cramer
- Philippe Lellouche - Jose, mekaniker